# Fibra reticular

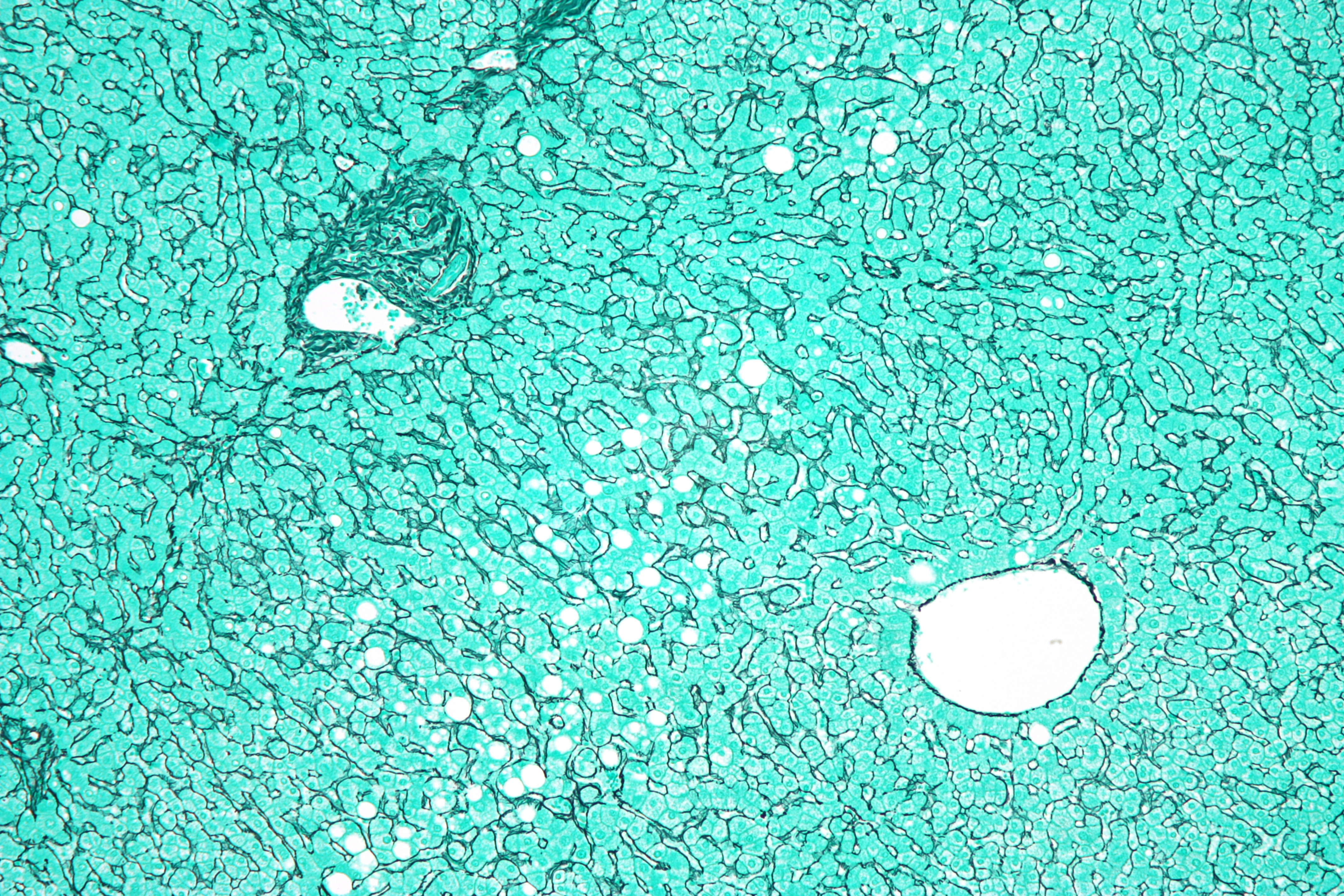
Una biòpsia del fetge tintada mostra una lleugera esteatosi.

Una fibra reticular o reticulina, és un terme que s'utilitza en histologia per descriure un tipus de fibra estructural composta per col·lagen del tipus III. Es tracta de petites fibres primes d'un diàmetre de 30 a 40 nm que s'associen formant xarxes. Aquestes xarxes actuen com a teixit de suport.
És un tipus de fibra en el teixit connectiu Les fibres reticulars s'entrecreuen formant una fina xarxa que és la reticulina. Aquesta xarxa actua com a suport en els teixits tous com el fetge, i altres, i els teixits i òrgans del sistema limfàtic.
Poden apreciar-se negres al microscopi òptic. A l'electrònic s'aprecien unes estriacions transversals, amb bandes clares i fosques de període 67.

## Història
El terme reticulina va ser encunyat el 1892 per M. Siegfried.
Actualment, el terme reticulina o fibra reticular es restringeix a les fibres del tipus III del col·lagen. Tanmateix en l'era premolecular hi va haver confusió en l'ús del terme 'reticulina'.

## Estructura
La fibra reticular està composta d'un o més bandes de col·lagen de tipus III. Molts d'aquests tipus de col·lagen es combinen amb carbohidrats.
Per la seva afinitat amb les sals de plata, aquestes fibres s'anomenen argirofíliques.